# Aegoschema obesum
Aegoschema obesum es una especie de escarabajo longicornio del género Aegoschema, tribu Acanthoderini, subfamilia Lamiinae. Fue descrita científicamente por Bates en 1861.

## Descripción
Mide 17,2-27,2 milímetros de longitud.

## Distribución
Se distribuye por Brasil y Guayana Francesa.